# Kluiverth Aguilar
Kluiverth Miguel Aguilar Díaz (Lima, 5 mei 2003) is een Peruviaans voetballer.

## Carrière
Aguilar ruilde Sporting Cristal in 2019 in voor Alianza Lima. Op 3 november 2019 maakte hij zijn officiële debuut in het eerste elftal van de club: in de competitiewedstrijd tegen Alianza Universidad kreeg hij een basisplaats van trainer Pablo Bengoechea. In oktober 2020 werd hij door de Britse krant The Guardian opgenomen in de lijst van de 60 grootste voetbaltalenten geboren in het jaar 2003.
In april 2020 legde Manchester City de zestienjarige Aguilar vast vanaf zijn achttiende verjaardag voor een bedrag van 1,5 miljoen Britse pond. Aguilar werd in de zomer van 2021 voor een seizoen gestald bij de Belgische dochterclub Lommel SK.
1 Ivezić ·
2 Aguilar ·
4 Wuytens ·
5 Wouters ·
6 Pelupessy ·
7 Mununga ·
8 Kébé ·
9 van Duiven ·
10 Vetokele ·
11 Santos ·
13 Banguera ·
14 Tolinsson ·
15 Schoofs  ·
17 Montaño ·
18 McGrath ·
20 Siri ·
23 Pieklak ·
27 Lalic ·
31 Vercauteren ·
34 Oware ·
38 Amankwah ·
44 Titi ·
56 Lama ·
57 Kujovic ·
64 Letsosa ·
66 Franssen ·
77 Tewelde ·
79 De Grand ·
80 Stevanovic ·
98 Salah ·
99 Weckmann ·
Ohaka ·
Coach: Van der Veen